# Otto von Vacano
 (mars 2025).
Pour les articles homonymes, voir Vacano.
Otto von Vacano, né le 2 avril 1827 à Simmern et mort le 16 novembre 1897 à Colmar, était un juriste allemand et président du tribunal de première instance de Colmar dans le Reichsland d'Alsace-Lorraine.

## Biographie
Otto von Vacano a fréquenté le lycée de Coblence et a étudié le droit et les sciences photographiques à Bonn et à Heidelberg. À Bonn, il fut membre du Corps Rhenania (de) et participa en tant que délégué au 2e Congrès international de l'Union des étudiants de Bonn en septembre 1848.
En 1859, il devient assesseur à Trèves. Après la fondation de l'Empire allemand et le rattachement de l'Alsace-Lorraine à l'EmpireAlsace-Lorraine, il devient avocat à Colmar en 1872, et président du Tribunal de grande instance de Colmar en 1889. En 1894, il reçut le titre de conseiller principal de justice privé . En tant que président du Tribunal de grande instance, il était membre de droit du Conseil d'État d'Alsace-Lorraine.
Son fils Franz von Vacano (1876–1947) devint également juge et président du tribunal régional de Bochum (de), son petit-fils Otto Wilhelm von Vacano devint archéologue.

## Publications
- Sur la doctrine du Code Napoléon concernant les obligations de solidarité, dans Annales pour l'administration de la justice et de la législation dans les provinces prussiennes du Rhin. Vol. 9, 1859, pp. 1–36[2]
- Duc Reichard : Romance Simmern, Böhmer 1897